# مقاطعة ميليت (داكوتا الجنوبية)
ميليتي (بالإنجليزية: Mellette)‏ هي إحدى مقاطعات ولاية داكوتا الجنوبية في الولايات المتحدة الأمريكية.